# Sani Bečirovič
Sani Bečirovič (19 de maig 1981 a Maribor) és un jugador de basquetbol eslovè.
Tot i ser seleccionat pels Denver Nuggets al Draft de l'NBA del 2003, la seva trajectòria esportiva ha estat sempre a Europa, a clubs com Olimpija Ljubljana, Virtus Bologna, Pallacanestro Varese, Fortitudo Bologna o Panathinaikos.
També ha estat internacional amb la selecció d'Eslovènia amb la qual disputà l'Eurobasket 1999, 2001 i 2005, i al Campionat del Món de bàsquet de 2006.